# Anampses elegans
Anampses elegans là một loài cá biển thuộc chi Anampses trong họ Cá bàng chài. Loài này được mô tả lần đầu tiên vào năm 1889.

## Từ nguyên
Tính từ định danh của loài này trong tiếng Latinh có nghĩa là "xinh đẹp", không rõ hàm ý, có lẽ đề cập đến màu sắc tươi sáng của con đực.

## Phạm vi phân bố và môi trường sống
A. elegans được ghi nhận dọc theo bờ biển đông nam của Úc (từ phía nam bang Queensland trải dài xuống bang New South Wales), cùng các đảo và rạn san hô trên biển Tasman, bao gồm đảo Lord Howe, đảo Norfolk, rạn san hô Elizabeth và rạn san hô Middleton, trải dài đến quần đảo Kermadec và khu vực phía bắc New Zealand. Những ghi nhận về sự xuất hiện ở Nam Thái Bình Dương như Nouvelle-Calédonie, Rapa Iti, quần đảo Pitcairn hay đảo Phục Sinh nhiều khả năng là do nhầm lẫn.
A. elegans trưởng thành sống gần các rạn san hô và đá ngầm ở độ sâu đến ít nhất là 35 m, cá con có thể được tìm thấy trong các thảm tảo và thường sống ở vùng nước nông hơn cá lớn.

## Mô tả
A. elegans có chiều dài cơ thể tối đa được biết đến là 29 cm. Đầu của cá trưởng thành có các vệt sọc xanh trên mõm và băng qua mắt; vây đuôi có màu vàng tươi ở cả hai giới. Cá cái có màu vàng nâu ở nửa thân trên và trắng ở nửa dưới (bao gồm cả cằm). Vảy ở thân trên có các đốm màu xanh lam óng tạo thành các hàng sọc ngang dọc theo chiều dài cơ thể. Vây lưng và vây hậu môn có màu vàng. Cá đực có màu nâu da cam ở nửa thân trên và xanh nhạt ở nửa thân dưới, được ngăn cách bởi một đường sọc màu vàng cam. Hai bên thân có nhiều vạch sọc ngắn và mảnh màu xanh lam. Một đốm vàng cam xuất hiện trên nắp mang. Đầu có một dải màu sẫm băng ngang mắt. Cá con có kiểu màu tương tự cá cái nhưng có thêm một đốm tròn ở sau vây lưng.
Cá cái có kiểu hình khác biệt với cá đực (dị hình giới tính) và đã được Ogilby xác định nhầm là một loài riêng biệt với danh pháp là A. variolatus.

## Sinh thái học
Thức ăn của A. elegans là những loài thủy sinh không xương sống (chủ yếu là động vật giáp xác và động vật thân mềm). Cá cái và cá con có thể hợp thành đàn lớn, còn cá đực thường sống đơn độc và thiết lập cho riêng mình một vùng lãnh thổ.
Loài này có thể được đánh bắt để làm thực phẩm, cũng như trong ngành buôn bán cá cảnh.

### Trích dẫn
- John E. Randall (1972). "A revision of the labrid fish genus Anampses" (PDF). Micronesica. Quyển 8 số 1–2. tr. 151–190.